# Dwayne Washington
Dwayne Alonzo "Pearl"  Washington (Brooklyn, Nueva York; 6 de enero de 1964 - El Bronx, Nueva York; 20 de abril de 2016) fue un baloncestista estadounidense que disputó tres temporadas en la NBA. Con 1,88 metros de estatura, jugaba en la posición de base. Se le conocía como "The Pearl" desde su época de instituto por su parecido en el juego de Earl "The Pearl" Monroe.

## Trayectoria deportiva

### Universidad
Tras haber sido considerado en 1983 el mejor jugador de high school del país, por lo que disputó ese año el McDonald's All-American Team, el partido que reúne a los mejores jugadores de instituto del país, jugó durante tres temporadas con los Orangemen de la Universidad de Syracuse, en las que promedió 15,6 puntos y 6,7 asistencias por partido. Fue elegido Rookie del Año de la Big East Conference en 1984 e incluido en el mejor equipo de la conferencia en los tres años que jugó como universitario. En 1985 y 1986 fue incluido en el tercer equipo All-American.

### Profesional
Fue elegido en la decimotercera posición del Draft de la NBA de 1986 por New Jersey Nets, donde a pesar de jugar como titular en la mayoría de los partidos en su primera temporada, no cumplió con las expectativas que se tenían, promediando 8,6 puntos y 4,2 asistencias por encuentro. Tras una nueva temporada mediocre con los Nets, fue incluido en el draft de expansión de ese año, siendo elegido por Miami Heat, equipo que debutaba en la competición. Pero su papel en el equipo fue de nuevo secundario, acabando el año con 7,6 puntos y 4,2 asistencias por partido, por lo que los Heat decidieron no renoverle, tras lo cual se retiró del deporte en activo. En el total de su corta carrera como profesional promedió 8,6 puntos y 3,8 asistencias por noche.

## Estadísticas de su carrera en la NBA

### Temporada regular
| Temporada | Edad | Equipo          | Liga | P   | TIT | MIN  | TC  | TCA | %TC  | 3P  | 3PA | %3P  | TL  | TLA | %TL  | R.OF. | R.DEF. | REB | ASIS | ROB | TAP | PER | FP  | PTS |
| 1986-87   | 23   | New Jersey Nets | NBA  | 72  | 61  | 22.2 | 3.6 | 7.5 | .478 | 0.1 | 0.3 | .167 | 1.4 | 1.7 | .784 | 0.5   | 1.3    | 1.8 | 4.2  | 1.3 | 0.1 | 2.4 | 2.6 | 8.6 |
| 1987-88   | 24   | New Jersey Nets | NBA  | 68  | 10  | 20.3 | 3.6 | 8.0 | .448 | 0.2 | 0.7 | .224 | 1.9 | 2.8 | .698 | 0.8   | 0.9    | 1.7 | 3.0  | 1.3 | 0.1 | 2.1 | 2.4 | 9.3 |
| 1988-89   | 25   | Miami Heat      | NBA  | 54  | 8   | 19.7 | 3.0 | 7.2 | .424 | 0.0 | 0.3 | .071 | 1.5 | 1.9 | .788 | 0.9   | 1.4    | 2.3 | 4.2  | 1.4 | 0.1 | 2.3 | 1.9 | 7.6 |
| Total     |      |                 | NBA  | 194 | 79  | 20.8 | 3.4 | 7.6 | .452 | 0.1 | 0.4 | .184 | 1.6 | 2.2 | .746 | 0.7   | 1.2    | 1.9 | 3.8  | 1.3 | 0.1 | 2.3 | 2.3 | 8.6 |